# Дино Айолов
Костадин (Дино) Христов Айолов е български революционер, деец на Вътрешната македоно-одринска революционна организация.

## Биография
Роден е в 1869 година в българския южномакедонски град Кукуш, тогава в Османската империя, днес Килкис в Гърция, както сам казва „от родители българи“ – Христо Наков Айолов и Катерина Христова. Взема дейно участие в националноосвободителните борби на българите в Македония от 1898 година, когато се присъединява към ВМОРО като легален деец. В 1903 година се присъединява към четата на Кръстьо Асенов и се сражава с нея при Грамадна. Участва и в сраженията с османска войска край село Ливада, в боя при Демиркапийска Клисура, Тиквешко, в боя при Бешбунар, Гюмендженско, в дела на Карадаг Люлка, Кукушко и в битката при Арджанското езеро.
Легализира се след амнистията от 1904 година и продължава да се занимава с революционна дейност като легален деец.
На 27 февруари 1943 година, като жител на София, подава молба за българска народна пенсия, която е одобрена и пенсията е отпусната от Министерския съвет на Царство България.